# Gulaganjikoppa, Shirhatti
Gulaganjikoppa là một làng thuộc tehsil Shirhatti, huyện Gadag, bang Karnataka, Ấn Độ.